# Videosite
Een videosite (ook wel aangeduid als videowebsite of video-uploadwebsite) is een website waarnaar gebruikers filmpjes kunnen verzenden die online te bekijken zijn door een breed publiek. Filmpjes die gepubliceerd worden via een dergelijke site worden over het algemeen aangeduid als webvideo. 

## Opkomst
Aan het begin van de 21ste eeuw worden dergelijke websites steeds populairder. Dit wordt met name mogelijk gemaakt door de toename van de internetsnelheden, de opkomst van de cameratelefoon en de brede beschikbaarheid van digitale video. Een andere belangrijke rol bij deze trend speelde ook de gemakkelijke distributie via Flash Video en de ontwikkeling van eenvoudige conversiemogelijkheden waarmee gebruikers eenvoudig hun materiaal konden omzetten naar dit bestandsformaat. In het jaar 2006 maakte de website YouTube met deze combinatie van technieken een explosieve groei door. YouTube werd toen overgenomen door Google, 's werelds grootste zoekmachine, voor 1,6 miljard dollar. Inmiddels is het aantal videosites explosief gegroeid. In België zijn de bekendste GarageTV en MyVideo, respectievelijk onderdeel van Telenet en van VT4-ProSieben. Naast videosites die video's tonen die door de gebruikers zelf worden opgeladen, zijn er ook videosites met zelf geproduceerde, originele video-inhoud.

## Web 2.0
Sommige videosites, zoals YouTube en Dailymotion, zijn tegelijkertijd een sociaalnetwerksite. Door het systeem van reageren op video's, abonneren op andere gebruikers en allerlei andere interactieve functies ontstond bij YouTube een grote gemeenschap. Veel videosites zijn typische voorbeelden van Web 2.0. Andere videosites zijn echter juist besloten en meer bedoeld om video's te delen met vrienden of familie.

## Auteursrechtelijke problematiek
Een probleem waar videosites mee te kampen hebben zijn auteursrechten. Veel videosites keuren hun video's niet voor ze gepubliceerd worden. Hierdoor kan auteursrechtelijk beschermd materiaal voor lange tijd via het internet toegankelijk zijn. Filmstudio's kunnen met hoge schadeclaims komen als hun auteursrechten geschonden worden. Daarom komen videosites met verschillende oplossingen voor dit probleem. Zo brachten websites de maximale bestandsgrootte en/of tijdsduur van de video's terug om te voorkomen van complete films op de website verschijnen. YouTube experimenteert met een systeem dat video's automatisch vergelijkt met een database om auteursrechtelijk beschermd materiaal te filteren.

## Journalistiek gebruik
Videosites spelen ook een steeds belangrijkere rol in de journalistiek. Gebruikers uploaden filmpjes van actuele gebeurtenissen die vaak een hoge journalistieke waarden hebben. Voor een journalist kan een filmpje dermate relevant zijn dat hij contact opneemt met de maker voor een versie van hogere kwaliteit. Op deze manier zijn meer dan eens films die (toevallig) gemaakt waren met een mobiele telefoon landelijk of zelfs wereldwijd in het nieuws gekomen.

## Voorbeelden van internationale videosites
- Dailymotion
- Google Videos
- JibJab
- Myspace
- Twitch
- Vimeo
- YouTube
- TikTok
- instagram